# Princess (Kartoffel)

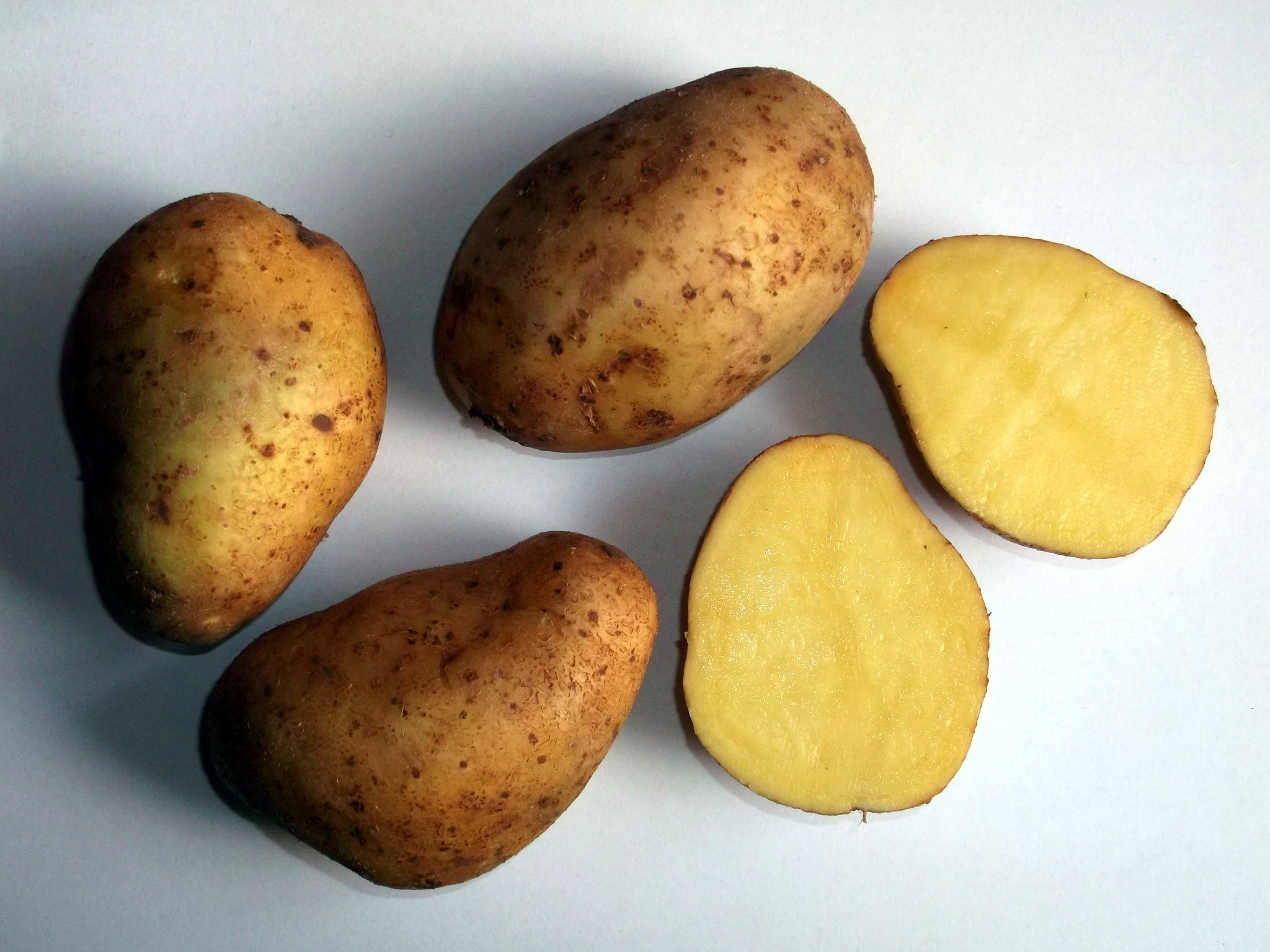
Kartoffelsorte Princess

Princess ist eine frühe, festkochende Kartoffelsorte. 
Diese Sorte mit dunkelgelber Fleischfarbe und ovalen Knollen hat eine genetzte Schale. Sie ist kaum anfällig für Schorf und Rhizoctonia. Sie eignet sich für den Bioanbau. 
Sie hat einen frühen Knollenansatz. Ihr Stärkegehalt liegt stets auf unterem Niveau, was die festkochende Eigenschaft garantiert. Allerdings kann der Stärkegehalt auch unter 10 % fallen, wodurch Geschmacksbeeinträchtigung und schlechte Lagerfähigkeit die Folge sind. Weiterhin hat sie eine Neigung zu Durchwuchs. 
Auf Betrieben, die sehr viel mit Eisenfleckigkeit zu kämpfen haben, sollte sie mit Vorsicht getestet werden. Princess ist gegen den Pathotyp Ro1 der Goldnematode resistent. Zu beachten ist, dass manche Literaturquellen von dem Einsatz des Herbizidwirkstoffs Metribuzin in Nachauflaufbehandlungen abraten.